# 地區政黨
地區政黨，指的是在該國某些地區開展活動的政黨。它也被稱為當地政黨。反義詞是全國性政黨。

## 定義

### 日本
日本的地區政黨有許多模糊的部分，並沒有作出任何法律定義，例如“公共選舉法”和“政黨援助法”中的“政黨”要求。

### 日本以外
在除日本以外的情況下，意大利北部的地方政黨聲稱引進北方聯盟和加拿大的法語區有典型的地方政黨，英國的蘇格蘭在蘇格蘭民族黨，如典型這是一個地區性政黨，不僅在地方議會中有席位，而且在中央議會中都有席位。

## 代表性政黨

### 日本
- 新黨大地（北海道）
- 日本維新会的地方政黨大阪維新会[1]（大阪府）
- 減税日本（日语：減税日本）（愛知縣）
- 沖繩社会大眾党（沖繩縣）
- 都民第一會（東京都）

### 義大利
- 北方聯盟 （北部）
- 南蒂羅爾人民黨
- 奧斯塔聯盟

### 德國
- 巴伐利亞基督教社會聯盟，基民盟的姊妹政黨
- 民主社会主义党（前東德地區）
- 南石勒苏益格选民协会

### 加拿大
- 魁人政團（魁北克）

### 英國
- 蘇格蘭民族黨
- 威爾斯黨
- 北愛爾蘭聯盟黨
- 民主統一黨（北愛爾蘭）
- 新芬黨（北愛爾蘭及愛爾蘭共和國，支持愛爾蘭統一）
- 社會民主工黨（北愛爾蘭）
- 進步團結黨（北愛爾蘭）
- 阿爾斯特統一黨（北愛爾蘭）

## 外部連結
- 「地域政党」とその動向（页面存档备份，存于）.旧市民新党にいがた（現、緑・にいがたホームページ）
- 「地域政党」ブームなぜ?既存政党への不信追い風（页面存档备份，存于） 朝日新聞 2011年1月8日
- 地域政党サミット公式サイト（页面存档备份，存于）